# Stephen Halperin
John Stephen Halperin (Kingston, Ontário, 1 de fevereiro de 1942 é um matemático canadense, que trabalha com geometria diferencial e topologia algébrica.
Filho do matemático Israel Halperin, estudou na Universidade de Toronto, com bacharelado em 1966 e mestrado em 1967, com um doutorado em 1970 na Universidade Cornell, orientado por Hsien Chung Wang, com a tese Real Cohomology and Smooth Transformation Groups. Foi depois professor assistentee a partir de 1979 professor na Universidade de Toronto.
Escreveu um livro-texto em três volumes sobre geometria diferencial com Werner Greub e Ray Vanstone.
Recebeu o Prêmio Jeffery–Williams de 1997. É fellow da Sociedade Real do Canadá.

## Obras
- com Ray Vanstone, Werner H. Greub: Connections, Curvature and Cohomology, 3 Bände (Band 1: De Rham Cohomology of Manifolds and Vector Bundles, Band 2 Lie Groups, Principal Bundles and Characteristic Classes, Volume 3 Cohomology of principal bundles and homogeneous spaces), Academic Press 1972, 1973, 1976
- com Yves Félix, Jean-Claude Thomas Rational Homotopy Theory, Graduate Texts in Mathematics, Springer Verlag 2001
- com Yves Félix, Jean-Claude Thomas Differential graded algebras in topology, in I. M. James (Herausgeber) Handbook in Algebraic Topology, Elsevier Science 1995, Kapitel 16, p. 829–865.
- com Yves Félix Rational LS category and its applications, Transactions AMS, 273, 1982, 1–38
- com Karsten Grove Contributions of rational homotopy theory to global problems in geometry, Pub. Math. IHES, 56, 1982, 171–177